# Micreremus faviger
Micreremus faviger är en kvalsterart som beskrevs av Sandór Mahunka 1983. Micreremus faviger ingår i släktet Micreremus och familjen Micreremidae. Inga underarter finns listade i Catalogue of Life.